# Ardlamont Point
Ardlamont Point är en udde i Storbritannien.   Den ligger i riksdelen Skottland, i den nordvästra delen av landet, 600 km nordväst om huvudstaden London.
Terrängen inåt land är kuperad åt nordväst, men åt sydost är den platt. Havet är nära Ardlamont Point söderut.